# La Marina (Elx)
La Marina és una pedania del municipi d'Elx, a la comarca del Baix Vinalopó (País Valencià). Està situada al costat de la mar Mediterrània, als peus de la Serra del Molar, molt propera a Guardamar del Segura i al costat de les Salines de Santa Pola. També la platja d'un quilòmetre i mig enfront de la població de la Marina rep el mateix nom. El principal accés a la Marina és a través de la carretera nacional N-332.

## Geografia
Compta amb platges no urbanes, amb sistemes de dunes i grans pinades. La platja principal (Les Pesqueres) té 1.100 metres de longitud, encara que continua al sud amb la platja dels Tossals de Guardamar del Segura.

## Història
La història de la Marina està relacionada amb la fundació i obra del cardenal Belluga, qui va desenvolupar una important labor a la comarca del Baix Segura, on va impulsar la colonització de noves terres, la fundació de nuclis de població, noves en zones de marjals o pantanoses, algunes dessecades per a l'ús agrícola... Així, La Marina va ser traslladada de la seua antiga ubicació i va començar a ser construïda com a nucli urbà al seu actual emplaçament enfront de la costa litora, ja que l'antic poblat de Sant Francesc d'Assís, a la Serra del Molar, va ser abandonat a causa de les febres palúdiques de l'àrea de les marjals i pantans del Baix Segura.

## Demografia
La Marina té 2.293 habitants (INE 2009). La Marina ha presentat un ràpid creixement demogràfic en els últims anys. Així, la seua població va créixer un 48 % entre 2000 i 2006.

## Economia
Antigament molt orientada a l'agricultura i la pesca, hui dia l'economia de la Marina s'enfoca més al turisme sostingut gràcies a una política molt restrictiva al desenvolupament urbanístic incontrolat. La Marina compta amb un resort/càmping internacional de la màxima categoria "Gran Confort", el qual és el seu principal atractiu turístic per a estrangers. Quant al turisme local, la platja guardonada amb bandera blava és el principal recurs turístic. La Marina compta també amb dos hotels i nombrosos restaurants a la seua zona urbana.

## Monuments
L'Església de Sant Francesc d'Assís va ser construïda a la fi del segle xix després de quedar-se xicoteta l'antiga capella que es va construir després de la desaparició del poblat de Sant Francesc d'Assís. Durant la Guerra Civil, va ser saquejada i convertida en caserna, però va ser restaurada passada la contesa. Es tracta d'una església de petites dimensions que consta de sola nau amb capelles laterals a banda i banda. Al presbiteri s'alça un altar ceràmic on es troba una imatge del Crist Crucificat i als dos costats es troben dues fornícules que allotgen les imatges de Sant Francesc d'Assís i la Mare de Déu del Roser, patrons de la partida.

## Festes
Les festes patronals de la Marina se celebren a la fi del setembre i principis d'octubre en honor de Sant Francesc d'Assís i la Mare de Déu del Roser, patrons de la pedania. En elles destaquen actes com la xaranga, la processó, la mascletà i els focs artificials en honor dels patrons.

## Platges

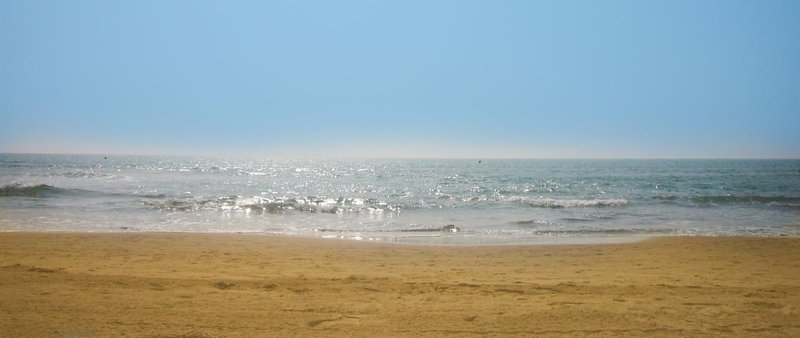
Platja de la Marina

La principal platja d'aquesta pedania il·licitana és la platja de la Marina, d'uns 1500 metres de longitud i 20 d'ample. Es considera semiurbana, doncs part de la platja té darrere edificis i una altra part té una gran pinada. Té bandera blava, vigilància marítima i servei de lloguer d'hamaques i ombrel·les. És accessible per a minusvàlids. També hi ha una estació nàutica per practicar esports d'aigua.
La platja del Pinet es troba a escassos metres al nord de la Marina i reflecteix un aspecte molt més tradicional, amb casetes, restaurants i dos hostals en la mateixa arena de la platja.